# Licaria clavata
Licaria clavata är en lagerväxtart som beskrevs av Cyrus Longworth Lundell. Licaria clavata ingår i släktet Licaria och familjen lagerväxter. Inga underarter finns listade i Catalogue of Life.